# Пилатес

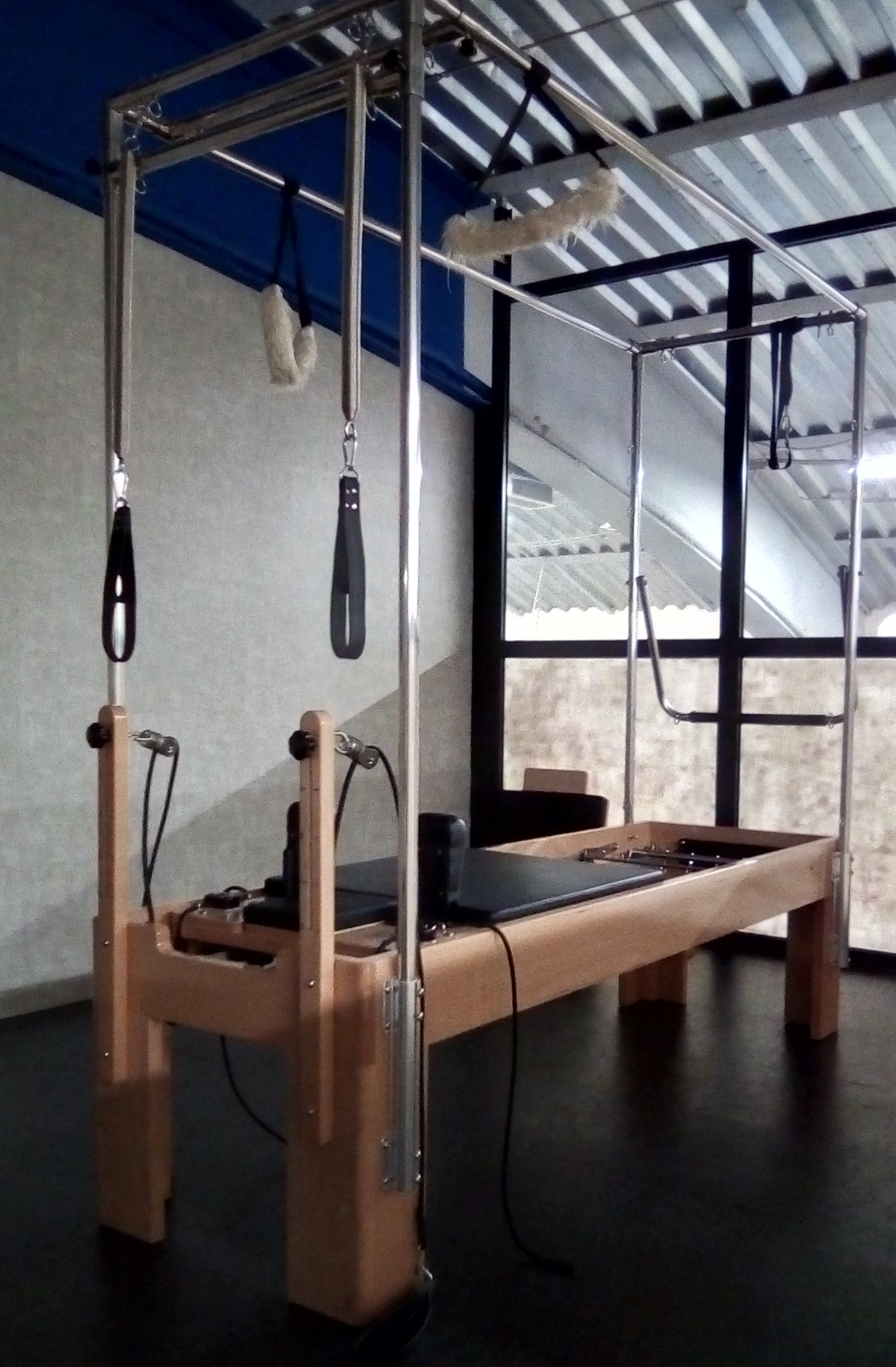
Один из тренажёров, разработанный Йозефом Пилатесом для его системы упражнений

Пила́тес (англ. Pilates) — система физических упражнений (фитнеса), разработанная Йозефом Пилатесом в начале XX века для реабилитации после травм.
Автор назвал свою систему «контрологией» (англ. сontrology), определив её как полную координацию между телом, умом и духом, но в настоящее время она широко известна как «метод Пилатеса» или просто «Пилатес».
Пилатес представляет собой серию упражнений в медленном темпе. Как и у других видов фитнеса или физкультуры, целью регулярных занятий являются оздоровление суставов и укрепление мышц, снятие напряжений и болей в теле, коррекция веса, улучшение осанки, нормализация сна, улучшение самочувствия.
Энтузиасты пилатеса утверждают, что им можно заниматься как в фитнес-клубе, так и самостоятельно, что он доступен людям любого возраста и пола, с любым уровнем физической подготовки, и что возможность травм сведена к минимуму. Специалисты по фитнесу предупреждают, что начинать занятия необходимо под контролем тренера на специальных тренажёрах, позволяющих избежать травм, а самостоятельные занятия на матах допускаются только для овладевших продвинутым уровнем подготовки.

## Описание
Система пилатес — это комплексная методика развития тела. На основе йоги, тайчи и других восточных традиций Йозеф Пилатес во время Первой мировой войны разработал упражнения с системой ремней для реабилитации раненых. После эмиграции в США он использовал свою методику для помощи спортсменам и артистам в восстановлении после травм. В дальнейшем метод Пилатеса постепенно распространился по всему миру в качестве одного из направлений фитнеса, и в настоящее время в разных странах существуют свои школы с небольшими отличиями в методике.
В процессе занятий используется как собственный вес тела, так и дополнительное оборудование: гимнастические мячи, упругие изотонические кольца, роллы, иногда резина-эспандеры и лёгкие гантели. Отличительным снарядом этой методики является оборудование, названное Пилатесом «GRATZ», главным в котором является тренажёр под названием «реформер».
Основа пилатеса — динамические нагрузки без надрыва и перенапряжений в медленном темпе, которые задействуют глубоко лежащие мышцы и требуют значительных усилий.
Подобно йоге, пилатес делает упор на взаимодействие ума и тела при выполнении упражнений, но если на базовом уровне в йоге используется растяжка связок и мышц, то в пилатесе — укрепление всего организма медленными силовыми нагрузками. Каждая мышца прорабатывается как на силу, так и на вытяжение.
Специалисты по ЛФК и фитнесу считают, что пилатес укрепляет мышцы пресса, бёдер и спины, улучшает равновесие и координацию, а также, как любая физическая активность, снижает восприимчивость к стрессу. Тем не менее, научное исследование, проведённое среди 50 людей среднего возраста обоих полов, за три месяца занятий пилатесом выявило улучшение состояния мышц и сухожилий, без изменений координации и равновесия.
Пилатес подходит как для женщин, так и для мужчин. Кроме общей физической подготовки, он может использоваться спортсменами для коррекции перенапряжения (перетренированности) мышц.
Пилатес не рекомендуется беременным женщинам.
В случае травм, сколиоза и других болезней опорно-двигательного аппарата занятия пилатесом можно проводить только при условии консультаций у спортивного врача, иначе возможны травмы.
Занятия пилатесом:
- увеличивают гибкость тела;
- увеличивают силу за счёт улучшения эффективности движений;
- развивают мышцы середины и низа туловища (кора) и тем самым предупреждают травмы;
- помогают восстановить мышцы после травм; предупреждают зарастание повреждённых мышц соединительной тканью;
- безопасны в реабилитационный период;
- улучшают кровообращение;
- улучшают дыхание;
- тренируют осознанность движений, учат лучше чувствовать своё тело;
- помогают эффективно бороться со стрессом;
- могут улучшить сон.

Регулярные занятия пилатесом (дважды в неделю по часу) могут улучшить состояние мышц брюшной полости, но не влияют на координацию движений.
Тренировки по методу Пилатеса противопоказаны или должны быть ограничены:
- при беременности;
- при ожирении;
- в возрасте старше 40 лет;
- при расстройствах психики;
- при острой боли;
- при лихорадке;
- при остеопорозе и остеопении.

## Основные принципы
Главные принципы пилатеса — концентрация, центрирование, контроль, дыхание, точность, плавность:
- Концентрация — сосредоточение на своём теле в процессе тренировки.
- Центрирование — основное внимание отводится развитию мышечного корсета (кора).
- Контроль — контроль за правильностью выполнения упражнений.
- Дыхание — контроль дыхания является одним из основных принципов пилатеса.
- Точность — каждое движение выполняется технически точно.
- Плавность — все движения медленные и плавные.

Иногда под видом пилатеса инструкторы преподают фитнес с элементами пилатеса. Отличить пилатес от других видов фитнеса можно по строгому соблюдению перечисленных принципов метода.

## Эффективность
В 2015 году Министерство здравоохранения Австралии опубликовало мета-исследование, в котором была проанализирована существующая литература по 17 альтернативным методам лечения, включая пилатес, чтобы определить, подходят ли какие-либо из них для покрытия медицинской страховкой. Обзор показал, что из-за небольшого количества и методологически ограниченного характера существующих исследований эффективность пилатеса является неопределённой. Соответственно, в 2017 году австралийское правительство назвало пилатес практикой, которая не может претендовать на страховую субсидию, заявив, что этот шаг «обеспечит правильное расходование средств налогоплательщиков, а не на бездоказательное лечение».
Доказательства низкого качества для лечения боли в пояснице свидетельствуют о том, что хотя пилатес лучше, чем бездействие, он менее эффективен, чем другие формы физических упражнений. Есть некоторые свидетельства того, что регулярные занятия пилатесом могут помочь в укреплении мышц живота у здоровых людей по сравнению с отсутствием упражнений. Нет убедительных доказательств того, что он помогает улучшить баланс у пожилых людей.